# Герой Труда
Герой Труда — почётное звание, установленное Постановлением ЦИК СССР от 27 июля 1927 года, присваивавшееся в СССР в 1928—1938 годах лицам, имевшим особые заслуги в области производства, научной деятельности, государственной или общественной службы. После учреждения 27 декабря 1938 года звания Героя Социалистического Труда звание «Герой Труда» больше не присваивалось.

## Герои труда до учреждения звания

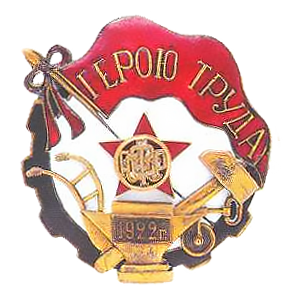
Знак отличия трудовой армии «Герой труда РСФСР» с изображением Красной звезды, плуга, молота, наковальни и даты «1922»

Термин «Герой Труда» стал активно использоваться с 1921 года — тогда грамоты с этим словосочетанием начали вручать передовым рабочим с большим трудовым стажем. Присвоение производилось губернскими Советами профсоюзов по представлению рабочих собраний. Первыми такие грамоты получили несколько сотен рабочих Москвы и Петрограда.
Одновременно с грамотой вручались ценные подарки (ими могли быть дефицитные в то время товары, такие как пара сапог или отрез сукна для костюма). Например, в марте 1922 года за досрочное восстановление Уфимской городской электростанции 8 рабочим было присвоено звание Героя Труда. В соответствии с постановлением Уфимского губернского совета профсоюзов каждому удостоенному почётного звания было выдано по полтора пуда муки, по комплекту нательного белья и по одной паре ботинок.
Хотя нагрудные знаки не предусматривались, в ряде наркоматов и предприятий они были введены.
| Текст бланка похвальной грамоты, вручавшейся Ярославским губернским советом профессиональных союзов (1921 год): Именем Российской Социалистической Федеративной Советской Республики Ярославский Губернский Совет Профессиональных Союзов награждает сей грамотой Красного Героя Труда товарища _______________ члена Профессионального Союза _______________ за его примерный труд на пользу трудящихся Всего Мира. Отмечает скромный героизм на трудовом фронте, в настоящем — как пример для трудящихся будущего строительства экономической мощи Рабоче-Крестьянской Красной Республики. |

## Звание «Герой Труда»
27 июля 1927 года ЦИК и СНК СССР приняли постановление «О героях труда», которым было учреждено почётное звание «Герой труда». Звание присваивалось в СССР «лицам, имеющим особые заслуги в области производства, научной деятельности, государственной или общественной службы, проработавшим в качестве рабочих или служащих не менее 35 лет» (в исключительных случаях — и с меньшим трудовым стажем), постановление распространялось и на военнослужащих РККА.
Звание «Герой труда» присваивалось по Постановлению Президиумов ЦИК СССР или ЦИК союзных республик по представлению ВЦСПС, областных (краевых) советов профсоюзов и советов профсоюзов союзных республик (а в отношении военнослужащих РККА — по представлению Наркомвоенмора). Героям Труда вручалась грамота ЦИК.
Удостоенные звания «Герой Труда» получали от органов социального страхования особые пенсии, в случае их смерти пенсии предоставлялись членам их семей; кроме того, Герои труда пользовались особыми льготами по подоходному и единому сельско-хозяйственному налогу, жилищными и другими льготами.
Первыми решением ЦИК СССР от 2 января 1928 года звание получили:
- Н. А. Бушуев — рабочий владимирской текстильной фабрики «Парижская коммуна» — за предотвращение взрыва котельной и 50-летний трудовой стаж;
- В. М. Фёдоров — модельщик Борисоглебского вагоноремонтного завода — за многочисленные рационализаторские предложения и 40-летний трудовой стаж;
- П. X. Староватов (1873—1957) — учитель (Вилюйск) — за успехи в педагогической работе;
- М. Х. Курбангалеев (1873—1941) — учитель (Татарская АССР) — за составление на татарском языке более 50 учебников.

В связи с Указом Президиума Верховного Совета СССР от 27 декабря 1938 года «Об установлении высшей степени отличия — звания „Герой Социалистического Труда“», присвоение звания «Герой Труда» было прекращено, хотя официально было упразднено только на основании Указа Президиума Верховного Совета СССР от 21 июля 1988 года, которым Постановление ЦИК и СНК СССР 1927 года «О Героях труда» было признано утратившим силу.
Всего за 1928—1938 годы звания в РСФСР были удостоены 1014 человек.

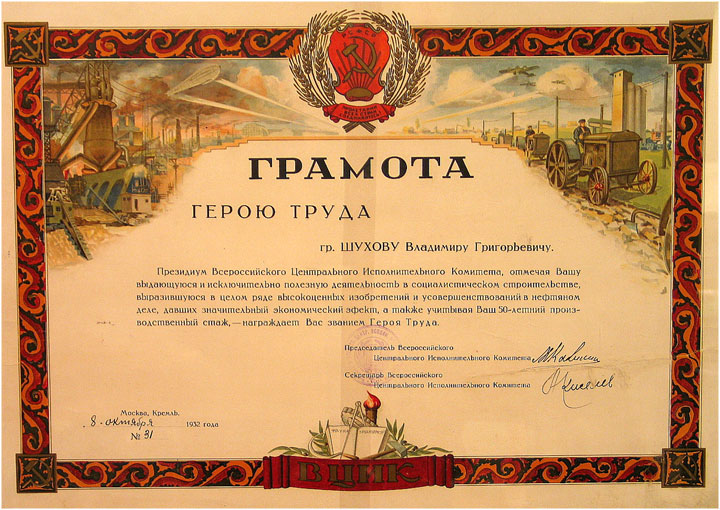
Грамота Героя Труда, вручённая в 1932 году инженеру-изобретателю В. Г. Шухову
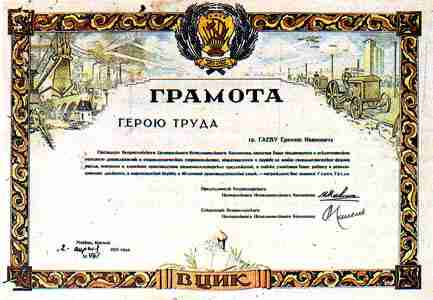
Грамота Героя Труда, вручённая в 1933 году мастеру чугунолитейного цеха Е. И. Гаеву
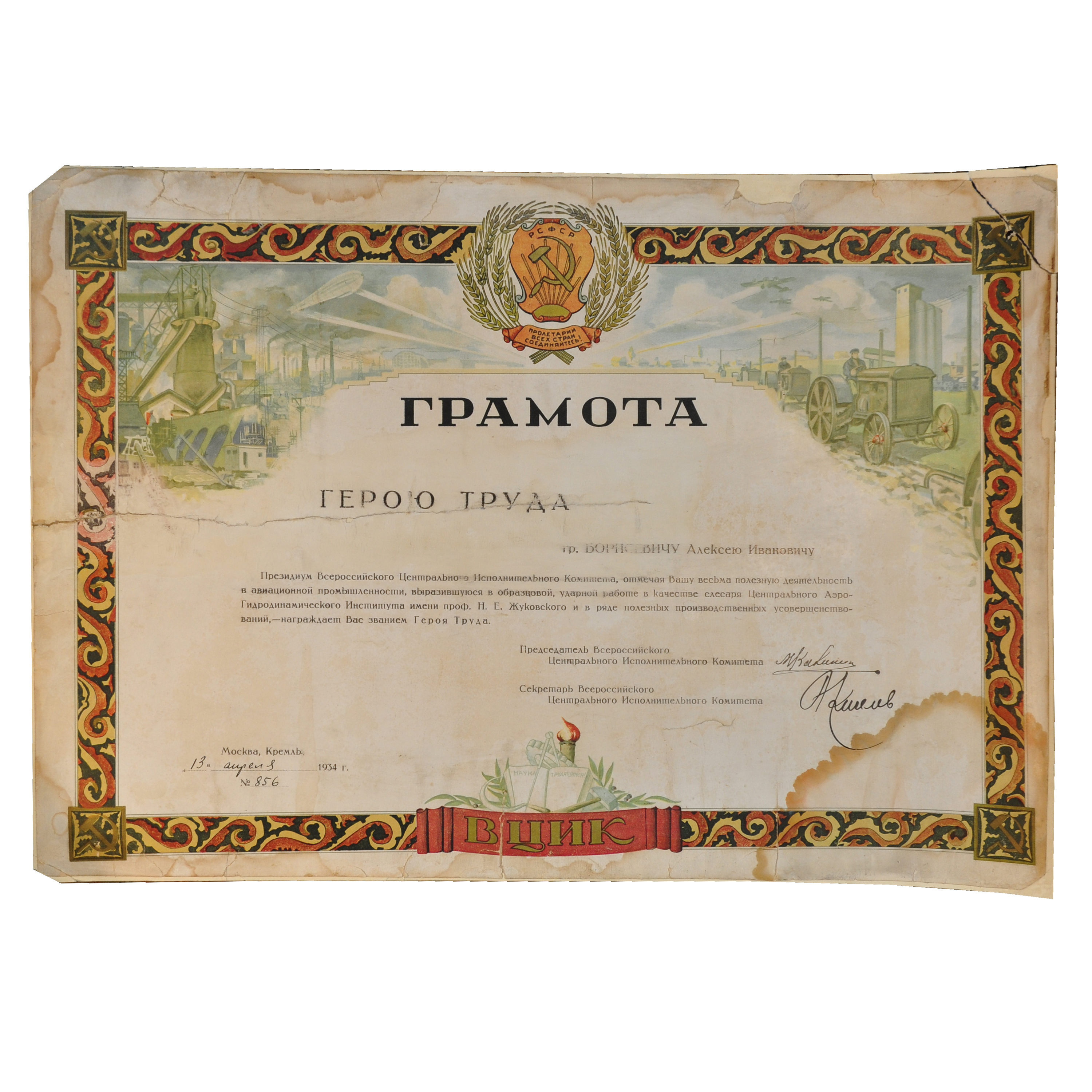
Грамота Героя Труда, вручённая в 1934 году слесарю ЦАГИ А. И. Борисевичу